# Nephrolepis cordifolia
Nephrolepis cordifolia is een varen uit de familie Nephrolepidaceae. Het is een epifytische of terrestrische plant uit tropische streken.

## Naamgeving enetymologie
- Synoniem: Polypodium cordifolium L.; Aspidium cordifolium (L.) Swartz
- Engels: Fishbone Fern, Erect Sword Fern

De botanische naam Nephrolepis is afkomstig uit het Oudgriekse νεφρός, nephros (nier) en λεπίς, lepis (schub), naar de vorm van de dekvliesjes. De soortaanduiding komt van het Latijnse cor (hart) en folium (blad), naar de hartvormige voet van de bladslipjes.

## Kenmerken

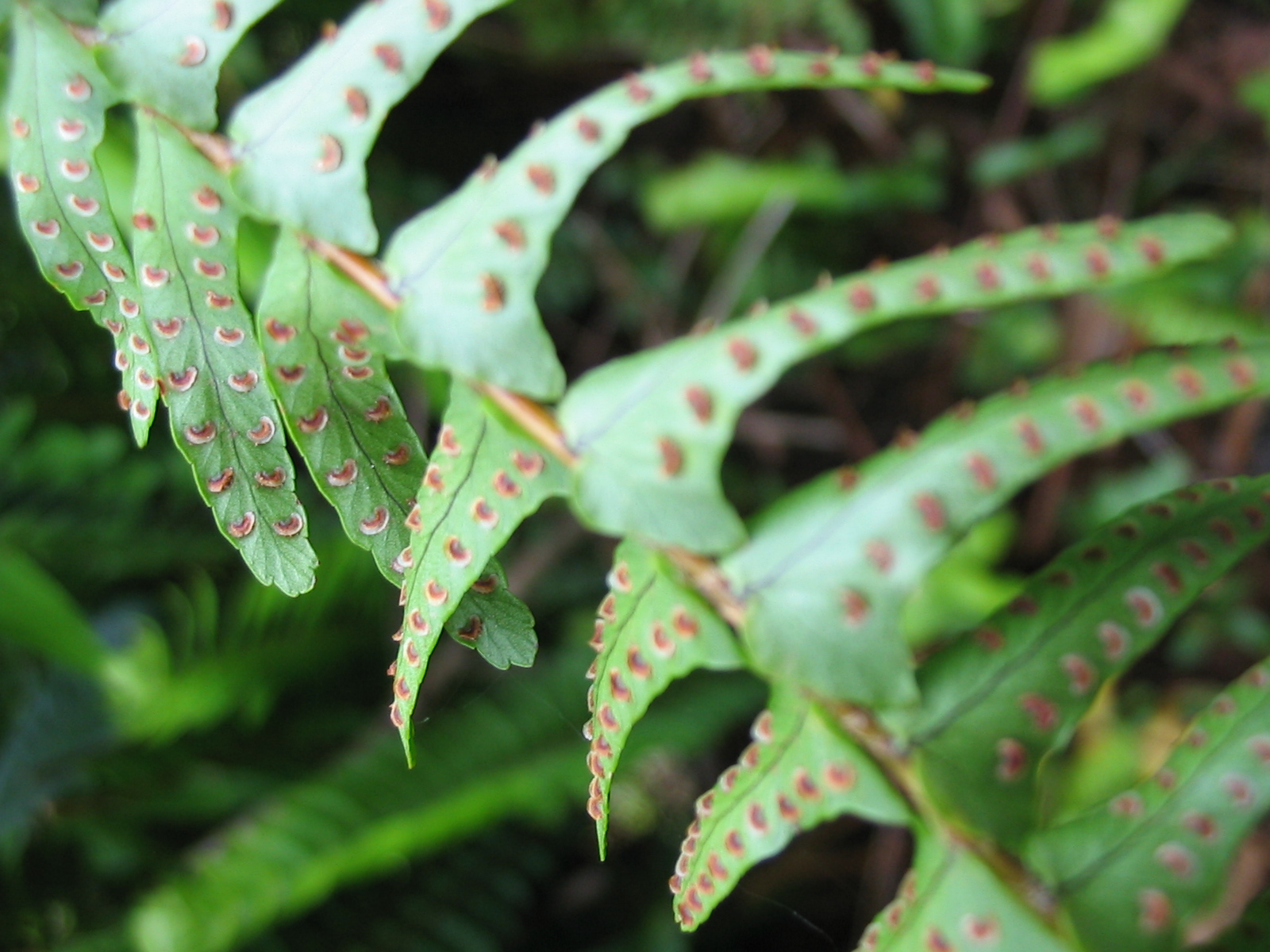
Onderzijde blad met detail sporenhoopjes

Nephrolepis cordifolia is een middelgrote varen met een dikke, rechtopstaande rizoom voorzien van stengelknolletjes. De bladen zijn tot 1 m lang, onbehaard, enkelvoudig geveerd, met tot 5 cm lange, lancetvormige, langwerpige of licht sikkelvormige bladslipjes met gave, fijn gezaagde tot fijn getande bladranden, een hartvormige bladvoet en een afgeronde tot spitse bladtop. De bladsteel is bedekt met tweekleurig bleek- en donkerbruine schubben.
De sporenhoopjes zitten aan de onderzijde van de bladen tussen de bladrand en de nerven en worden beschermd door halvemaanvormige tot afgerond driehoekige dekvliesjes.

## Habitat, verspreiding en voorkomen
Nephrolepis cordifolia groeit vooral in vochtige, schaduwrijke bosjes, rotswanden, bermen, op oude muren of ruïnes.
De plant is wijdverbreid door de mens en komt momenteel voor in tropische streken van Noord-, Midden- en Zuid-Amerika (voornamelijk in Mexico, de Caraïben en Florida), in Afrika, Zuidoost-Azië, de eilanden van de Stille Oceaan en op de Azoren.